# Шайтанское (озеро, Кировградский муниципальный округ)
Шайта́нское — озеро на Среднем Урале, в Кировградском муниципальном округе Свердловской области. Площадь озера — 1,48 км². Лежит на высоте 246,1 м над уровнем моря.

## География
Шайтанское озеро расположено в глухой лесистой местности, в 4 километрах к востоку от посёлка Нейво-Рудянка, западнее Серовского тракта — автодороги направлением Серов — Нижний Тагил — Екатеринбург.
Озеро вытянуто с севера на юг приблизительно на 2 километра. Ширина водоёма колеблется в пределах 660 м — 1 км. В Шайтанское озеро на южной части впадают два небольших водотока, один из которых вытекает из расположенного вблизи озера Красилова. Из северной оконечности Шайтанского вытекает водоток, впадающий справа в реку Нейву.
Шайтанское озеро окружено невысокими горами. Заболоченые низины чередуются выступающими мысами. На южном берегу озера есть гранитные скалы высотой 15-20 м, которые привлекают туристов. На западном берегу озера сотрудниками экспедиции УрГУ были обнаружены утюжки-диски, подвески и наконечники стрел, орудия и сосуды. Скопление предметов культового характера можно объяснить нахождением в этом месте древнего погребения эпохи неолита.

## Данные водного реестра
По данным государственного водного реестра России, Шайтанское озеро относится к Иртышскому бассейновому округу, речному бассейну Иртыша, речному подбассейну Тобола. Водохозяйственный участок — Нейва от истока до Невьянского гидроузла.
Код объекта в государственном водном реестре — 14010501611111200010839.